# Kanton Cassagnes-Bégonhès
Kanton Cassagnes-Bégonhès (francouzsky Canton de Cassagnes-Bégonhès) je francouzský kanton v departementu Aveyron v regionu Midi-Pyrénées. Tvoří ho sedm obcí.

## Obce kantonu
- Arvieu
- Auriac-Lagast
- Calmont
- Cassagnes-Bégonhès
- Comps-la-Grand-Ville
- Sainte-Juliette-sur-Viaur
- Salmiech